# قطعنامه ۱۲۵۴ شورای امنیت
قطعنامه ۱۲۵۴ شورای امنیت سازمان ملل متحد که در تاریخ ۳۰ جولای ۱۹۹۹ تصویب شد، سندی بین‌المللی دربارهٔ بررسی وضعیت خاورمیانه است. این قطعنامه طی نشست ۴۰۲۸ام با ۱۵ رای موافق، ۰ مخالف و ۰ ممتنع تصویب شد.